# Pablo Azar
Pablo Alberto Azar Olagaray (Cidade do México, 27 de julho de 1982) é um ator mexicano e modelo. Filho de Maria del Carmem e Jorge Azar.

## Biografia
Aos sete anos, foi viver com sua família em Tuxtla Gutiérrez, no estado de Chiapas, onde viveram por sete anos. Com 17 anos, Pablo regressou a Cidade do México, depois de ter participado de vários comerciais de televisão. Fez alguns cursos de atuação, dança mexicana e participou do curso de atuação (CEFAC) da rede TV Azteca, onde estudou por três anos.
Participou de quatro telenovelas da TV Azteca: El amor no es como le pintan, Como en el cine, Dos chicos de cuidado e Soñaras.
Em 2005, Pablo Azar voltou a atuar nas telenovelas "Tres" (2005) como Chris Aiken, e "El Cuerpo del deseo" (2005) como Simón Domínguez. Ele também apareceu no primeiro episódio da série de TV "Top Models", como estilista todas essas produções da rede Telemundo.
Seu trabalho mas notório foi na telenovela em que interpretou Juan Pablo Robles Conde em El Juramento, uma produção da Telemundo primeira feita no México em 2008.
Pablo Azar fez alguns trabalhos como modelo para as grandes empresas, como a Revista Yedid; Danone, Colgate, Pepsi e Sabritas. Ele também estrelou em uma série de teatro: "Ahí viene la Plaga" (Musical), como o protagonista e Equus.

## Carreira

### Telenovelas
- 2017 - La fan - Benicio
- 2016 - Hasta que te conocí - Gabriel Aguilera
- 2014 - Reina de corazones - Juan José "Juanjo" García
- 2013 - Marido en alquiler - Rafael Álamo
- 2012 - Corazón valiente - Gustavo Ponte
- 2012 - El talismán - José Armando Najéra
- 2010 - Aurora - César lobos
- 2010 - Sacrificio de mujer - Enzo Talamonti
- 2009 - Bella calamidades - Renato Galeano
- 2008 - El juramento - Juan Pablo Robles Conde
- 2007 - Bajo las riendas del amor - Daniel Linares
- 2006 - Marina - Papalote
- 2005 - El cuerpo del deseo - Simón Domínguez
- 2004 - Soñarás - Tomás
- 2003 - Dos chicos de cuidado en la ciudad
- 2001 - Como en el cine - Arturo De La Riva
- 2000 - El amor no es como lo pintan - Conrado "Coco"

### Séries
- 2016 - Wrecked - Pablo
- 2005 - Decisiones (2005) - Samuel
- 2004 La vida es una canción
- 2003 Sin permiso de tus padres